# Babel und Bibel
Babel und Bibel (Duits voor: Babel en Bijbel) is een thema binnen de theologie dat zijn oorsprong vindt in werk van de Duitse Assyrioloog Friedrich Delitzsch (1850-1922) aan het begin van de twintigste eeuw.
In 1872 werden de eerste fragmenten opgegraven van de Babylonische versie van  het zondvloedverhaal, het Gilgamesj-epos. Later bleken er meer overeenkomsten te zijn tussen Babylonische mythen en Bijbelse teksten. 
Vanaf 1902 hield Delitzsch een reeks van drie lezingen onder de naam Babel und Bibel waarin hij stelde dat Babel het moederland was van de Bijbel: het scheppingsverhaal, de zondvloed, de sabbat zouden afkomstig zijn uit Babel. De lezingen werden later gepubliceerd, en brachten heel veel discussie voort. In 1920 ging hij nog verder en ontkende zelfs het jood zijn van Jezus, om zo de band tussen christendom en jodendom helemaal door te snijden. Dit was een heel uitzonderlijke visie die door bijna niemand werd gedeeld. Delitzsch' belangrijkste tegenstander was Eduard König, oudtestamenticus aan de Universiteit Bonn.
Hugo Winckler (1863-1913) ging nog verder. Hij betoogde dat het Babylonische gedachtegoed, dat van verregaande invloed op het Israëlische godsbegrip was geweest, gebaseerd was op sterrencultus. Deze controversiële theorie, het panbabylonisme, werd uitgedragen door Alfred Jeremias en andere Duitse geleerden, die de meerderheid van de verhalen uit het Oude Testament terugleidden op het Gilgamesj-epos. Na de dood van Winckler en de nederlaag van Duitsland in de Eerste Wereldoorlog verdween het panbabylonisme uit de wetenschappelijke discussie. 
Tegenwoordig zijn de overeenkomsten tussen het Gilgamesj-epos en de zondvloed uit de Bijbel wel aanvaard. Bij nadere studie zijn er ook verschillen tussen Babylonische wetten en de Thora aan het licht gekomen.